# Darren Elkins
Darren Keith Elkins (Portage, 16 maggio 1984) è un artista marziale misto statunitense.
Combatte nella divisione dei pesi piuma per l'organizzazione statunitense UFC.

## Caratteristiche tecniche
Con un buon background nella lotta libera, Elkins è un lottatore che predilige il combattimento a terra. Tra le sue armi figura l'elevata resistenza alla fatica.

## Carriera nelle arti marziali miste

### Ultimate Fighting Championship
Il 4 marzo 2017 sfida l'imbattuto prospetto Mirsad Bektić all'evento UFC 209. Partito da grande sfavorito in un match molto acceso, Elkins mette in mostra una grande prova di coraggio trionfando in rimonta al terzo round via KO, grazie ad una combinazione di pugni e calcio alla testa. Tale prestazione, considerata una delle migliori in carriera, gli vale più tardi il riconoscimento Performance of the Night.

## Risultati nelle arti marziali miste
| Risultato | Record | Avversario             | Metodo                           | Evento                                 | Data             | Round | Tempo | Città                     | Note                     |
| --------- | ------ | ---------------------- | -------------------------------- | -------------------------------------- | ---------------- | ----- | ----- | ------------------------- | ------------------------ |
| Vittoria  | 26-9   | Darrick Minner         | KO tecnico (pugni)               | UFC on ESPN: Sandhagen vs. Dillashaw   | 24 luglio 2021   | 2     | 3:48  | Las Vegas, Stati Uniti    | Performance of the Night |
| Vittoria  | 25-9   | Luiz Eduardo Garagorri | Sottomisisone (rear-naked choke) | UFC Fight Night: Santos vs. Teixeira   | 7 novembre 2020  | 3     | 2:22  | Las Vegas, Stati Uniti    |                          |
| Sconfitta | 24-9   | Nate Landwehr          | Decisione (unanime)              | UFC on ESPN: Overeem vs. Harris        | 16 maggio 2020   | 3     | 5:00  | Jacksonville, Stati Uniti |                          |
| Sconfitta | 24-8   | Ryan Hall              | Decisione (unanime)              | UFC Fight Night: de Randamie vs. Ladd  | 13 luglio 2019   | 3     | 5:00  | Sacramento, Stati Uniti   |                          |
| Sconfitta | 24-7   | Ricardo Lamas          | KO tecnico (gomitate e pugni)    | UFC Fight Night: Magny vs. Ponzinibbio | 17 novembre 2018 | 3     | 4:09  | Buenos Aires, Argentina   |                          |
| Sconfitta | 24-6   | Alexander Volkanovski  | Decisione (unanime)              | UFC Fight Night: dos Santos vs. Ivanov | 14 luglio 2018   | 3     | 5:00  | Boise, Stati Uniti        |                          |
| Vittoria  | 24-5   | Michael Johnson        | Sottomisisone (rear-naked choke) | UFC Fight Night: Stephens vs. Choi     | 14 gennaio 2018  | 2     | 2:22  | St. Louis, Stati Uniti    | Performance of the Night |
| Vittoria  | 23-5   | Dennis Bermudez        | Decisione (non unanime)          | UFC on Fox: Weidman vs. Gastelum       | 22 luglio 2017   | 3     | 5:00  | Uniondale, Stati Uniti    |                          |
| Vittoria  | 22-5   | Mirsad Bektić          | KO (pugni e calcio alla testa)   | UFC 209                                | 4 marzo 2017     | 3     | 3:19  | Las Vegas, Stati Uniti    | Performance of the Night |